# UTILe
UTILe는 미래 자동차의 외장 범퍼 기술이다.

## 상세
2022년 3월 28일, 현대모비스가 첫 공개했다.
UTILe는 United, Transformed, Interactive, Lighting 등 총 4가지 미래 자동차 외장 컨셉 키워드의 합성어다. United는 자동차 범퍼와 차체를 결합해 차량 무게를 줄여주고, Transformed는 액티브 에어 플랩의 성능을 개선해 연비를 2.3% 향상시킨다. Interactive는 범퍼 앞쪽에 위치한 LCD 디스플레이와 스피커로 외부에 메시지 전달이 가능하다. 또한 대화형 스마트 페이스 기능을 통해 QR코드 결제 및 보행자 경고, 도로 안팎에서 사용자와의 소통이 가능하다. 마지막 Lighting은 그릴에 적용된 LED 조명으로 웰컴 모드, 충전 모드, 비트 모드 등을 지원한다.

## 같이 보기
- 현대자동차그룹
- 현대모비스